# 崔义田
崔义田（1906年—1989年），男，辽宁锦西人，中华人民共和国政治人物。

## 生平
早年就读于辽宁医学院。1938年，参加新四军，任新四军后方医院院长、新四军卫生部副部长、部长。第二次国共内战时期，任新四军兼山东军区卫生部部长，华东军区和华东野战军卫生部部长，第三野战军后勤部卫生部部长。中华人民共和国成立后，任华东军政委员会卫生部部长，上海市军管会卫生处处长兼上海市卫生局局长，中华人民共和国卫生部副部长。兼任对外文化友好协会副会长，中华医学会副会长。1989年6月12日，在北京逝世。